# Tennis vid olympiska sommarspelen 1924
Tennisen vid olympiska sommarspelen 1924 avgjordes i fem grenar, två för herrar, två för damer och en mixad. 124 tävlande från 27 länder deltog.

## Medaljfördelning
| Pl.    | Nation         | Guld | Silver | Brons | Totalt |
| ------ | -------------- | ---- | ------ | ----- | ------ |
| 1      | USA            | 5    | 1      | 0     | 6      |
| 2      | Frankrike      | 0    | 3      | 1     | 4      |
| 3      | Storbritannien | 0    | 1      | 2     | 3      |
| 4      | Italien        | 0    | 0      | 1     | 1      |
| 4      | Nederländerna  | 0    | 0      | 1     | 1      |
| Totalt | Totalt         | 5    | 5      | 5     | 15     |

## Medaljörer
| Gren                    | Guld                                       | Silver                                        | Brons                                                |
| Herrsingel Detaljer...  | Vincent Richards USA                       | Henri Cochet Frankrike                        | Umberto De Morpurgo Italien                          |
| Herrdubbel Detaljer...  | USA Vincent Richards Francis Hunter        | Frankrike Jacques Brugnon Henri Cochet        | Frankrike Jean Borotra René Lacoste                  |
| Damsingel Detaljer...   | Helen Wills USA                            | Julie Vlasto Frankrike                        | Kathleen McKane Storbritannien                       |
| Damdubbel Detaljer...   | USA Hazel Wightman Helen Wills             | Storbritannien Phyllis Covell Kathleen McKane | Storbritannien Evelyn Colyer Dorothy Shepherd-Barron |
| Mixeddubbel Detaljer... | USA Hazel Wightman Richard Norris Williams | USA Marion Jessup Vincent Richards            | Nederländerna Kea Bouman Hendrik Timmer              |